# Trionymus winnemucae
Trionymus winnemucae är en insektsart som beskrevs av Mckenzie 1967. Trionymus winnemucae ingår i släktet Trionymus och familjen ullsköldlöss. Inga underarter finns listade i Catalogue of Life.